# Kevin Larsen
Ne pas confondre avec le joueur de football né en 1986.
Pour les articles homonymes, voir Kevin et Larsen.
Kevin Larsen, né le 17 juillet 1993 à Copenhague, Hovedstaden, est un joueur danois de basket-ball. Il évolue au poste de pivot.

## Biographie

### Carrière universitaire
Il commence son cursus universitaire en 2011 à l'université d'État de Caroline du Nord où il joue pour le Wolfpack.
Puis, il choisit de partir au Providence College où il joue, à partir de la saison 2013-2014 pour les Friars. Il doit rester sur le banc durant la saison 2012-2013 en raison de son transfert d'université.
Pour sa dernière année universitaire, il part à l'université d'Auburn où il joue pour les Tigers entre 2015 et 2016.

### Carrière professionnelle
Le 23 juin 2016, lors de la draft 2016 de la NBA, automatiquement éligible, il n'est pas sélectionné.
Le 5 août 2016, il signe son premier contrat professionnel en France au Lille Métropole Basket Clubs.

## Statistiques

### Universitaires
Les statistiques en matchs universitaires de Kevin Larsen sont les suivantes :
| Saison    | Équipe            | Matchs | Titul. | Min./m | % Tir | % 3pts | % LF | Rbds/m. | Pass/m. | Int/m. | Ctr/m. | Pts/m. |
| --------- | ----------------- | ------ | ------ | ------ | ----- | ------ | ---- | ------- | ------- | ------ | ------ | ------ |
| 2012-2013 | George Washington | 30     | 27     | 24,3   | 51,3  | 0,0    | 67,1 | 5,03    | 1,47    | 0,53   | 0,50   | 8,23   |
| 2013-2014 | George Washington | 33     | 33     | 31,2   | 54,9  | 0,0    | 62,5 | 6,91    | 1,67    | 0,55   | 0,70   | 11,42  |
| 2014-2015 | George Washington | 35     | 35     | 33,2   | 49,0  | 36,8   | 60,7 | 7,40    | 2,37    | 0,49   | 1,03   | 10,86  |
| 2015-2016 | George Washington | 38     | 38     | 33,9   | 49,8  | 47,2   | 72,1 | 8,21    | 2,63    | 0,95   | 0,71   | 12,26  |
| Total     |                   | 136    | 133    | 31,0   | 51,1  | 40,7   | 65,9 | 6,99    | 2,07    | 0,64   | 0,74   | 10,81  |